# 長松寺 (台東区)
長松寺（ちょうしょうじ）は、東京都台東区にある浄土宗の寺院。

## 歴史
江戸時代初期、実誉（1656年寂）によって開山された。1813年（文化10年）より常念仏を行っている。
1923年（大正12年）の関東大震災に罹災した。現在の建物は震災後に建てられたものである。
当寺の寺宝に「月の丸御影」がある。これは法然が伊勢神宮に参詣した際に、太陽を通じて六字名号（南無阿弥陀仏）を拝した。その夜に月を拝すると、勢至菩薩と自分が映っているのを見た。このありさまを描写した絵という。それゆえ「月の丸御影」と呼ばれるようになった。

## 交通アクセス
- 鶯谷駅より徒歩7分（経路案内）。